# الخاصرة (القويعية)
الخاصرة، هي قرية من فئة (أ) تقع في محافظة القويعية، والتابعة لمنطقة الرياض في السعودية. وتبعد الخاصرة عن محافظة القويعية بمسافة تقارب (170) كم.

## الخاصرة والتاريخ
- هاجر إليها عباس بن زيد السميري أمير قبيلة السُمرة من عتيبة.
- توجد فيها آثار قديمة تعود لقوم هُتيم حيث سكنوها فترة من الزمن.
- في عام 1367هـ أسس فيها الملك عبدالعزيز بن عبدالرحمن آل سعود مركزاً حكومياً بهدف السيطرة على معاقل اللصوص في العلم ودمخ مما أدى ذلك إلى قيام قرية بجواره سكنها قبيلة الشيابين من عتيبة، وأُنشئت فيها الإمارة والمحكمة ومركز البرق والبريد ومدرسة ابتدائية للبنين، وتقع هذه القرية غرب بلدة الشعراء، وجنوب شرق عفيف.[2]

## انظر ايضاً
- القويعية
- الدوادمي

## وصلات خارجية
- القويعية.. أرض الذهب والتاريخ.